# Аменхотеп II
Аменхотеп II (Aakheperure Amenhotep) е седмият фараон на Древен Египет от XVIII династия на Новото царство на Египет. Понякога е назоваван също като Аменофис II, елинизирана форма на името. Управлението му обикновено се датира ок. 1427/8 – 1401/0 г. пр.н.е. или 1436 – 1412 г. пр.н.е.
Той е син на Тутмос III, който е бил велик завоевател. Макар че не притежава военния гений на баща си, през първата половина на своето управление Аменхотеп II провежда серия от успешни кампании в Нубия и Леванта. Неговите войни, които имат предимно наказателен и демонстративен характер, не водят до териториално разширяване на империята. Останала част от неговото близо 26-годишно управление преминава почти изцяло в мир. Аменхотеп II построява сравнително малко на брой храмове и монументи. Както твърдят надписите той бил отличен стрелец с лък и превъзхождал с физическата си сила повечето от предишните фараони. Дори повече от неговия предшественик, изображенията и надписите изтъкват Аменхотеп II като героичен воин и атлет с преувеличено свръхчовешки способности и постижения.

## Произход и семейство
Роден от втората съпруга на Тутмос III, първоначално Аменхотеп II не е бил определен за престолонаследник, до смъртта на първородния царски син Аменемхет. Роден и израснал на север в Мемфис, вместо в традиционната столица Тива, докато е принц той получава военна подготовка и отговаря за царските коне и храмовия добитък, също заема и други длъжности. Някои учени допускат възможността за възможен кратък период на съвместно управление с Тутмос III. Аменхотеп II се възкачва на трона малко след като навършва пълнолетие. При неговото управление, както и това на баща му, цариците и другите жени в двора играят много по-незабележима роля, отколкото по времето на ранната XVIII династия и особено през управлението на Хатшепсут, чиито надписи и имена върху монументи е възможно да са били заличени в първите години на Аменхотеп II.
Единствената известна съпруга на Аменхотеп II е царица Тиаа, от която е роден неговия син и наследник Тутмос IV. Тя не е имала титул на главна съпруга преди възкачването на сина ѝ, от чието царуване датират всички свидетелства и споменавания за нея. По времето на Аменхотеп II главна царска съпруга е била неговата майка Меритре-Хатшепсут. Аменхотеп II е имал много синове и поне една дъщеря, за които не се знае дали всички са били родени от Тиаа, или от други жени, които не са споменати.

## Военни кампании
Първата военна кампания на Аменхотеп II се отнася към втората или третата година от неговото възкачване, когато потушава въстание на васалните княжества в Сирия. Някои от местните владетели, които навремето са признавали върховенството на Тутмос III, отказват да се подчиняват на неговия наследник. Метежниците търсят помощ и покровителство от царството Митани – североизточен съсед и съперник на египетското влияние в Азия. Напредвайки през Ханаан, Аменхотеп II не среща съпротива, но при пресичането на река Оронт в Сирия, той и армията му са нападнати от войската на Катна, вероятно подкрепена от митански сили. След като побеждава противниците си, фараонът възвръща крепостта Кадеш, която бележи египетската граница в Леванта. Той възстановява и затвърждава контрола над азиатските владения, но не прави опит да ги разшири отвъд река Ефрат, за разлика от неговите предшественици Тутмос I и Тутмос III, които обаче не са били изправени срещу толкова силен и организиран противник.
Девет месеца след завръщането си от Азия, Аменхотеп II посещава южните граници в Нубия – вероятно става въпрос по-скоро за рутинна експедиция и демонстриране на сила, отколкото реални военни действия. Младият фараон успява да запази египетската хегемония в Леванта, като си служи ефективно със завещаното от баща му военно превъзходство, комбинирайки бързи и решителни действия с показна бруталност. Аменхотеп II е сред малцината фараони, принасяли човешки жертвоприношения на пленници. След края на похода, седем убити лично от него вражески предводители са обесени с главата надолу върху борда на царския му кораб. Труповете им по-късно са окачени по стените на Тива и нубийския град Напата, за да всяват страх сред противниците на властта му. Освен това владетелят чества победата си с лов на лъвове, придружен от лоялните му азиатски васали.
В седмата година фараонът се отправя на втори по-голям поход към Ханаан и Сирия, където царят на Митани подпомага бунта на крайбрежния град Угарит. Тази заплаха е сериозна, тъй като египетското военно присъствие в Сирия и логистичната поддръжка на сухопътните операции там, зависят от контрола над морските пътища и пристанища. Аменхотеп II отново побеждава местните владетели и ги принуждава да му се подчинят, както твърдят надписите. В действителност обаче, войната изглежда приключва със загубата на египетския контрол върху териториите на североизток между Оронт и Ефрат, но ключовите погранични крепости Угарит и Кадеш остават във владението на фараона.
През деветата година Аменхотеп II предприема още една трета кампания в Предна Азия, в която постига победа срещу Митани, но достига само до района на Галилейското езеро. Това е последната война между Египет и Митани, след която е сключен мир. Промяната в отношенията между двете държави се дължи на политическия възход на Хетското царство от север, което се очертава като обща заплаха за тях. За по-късното управление на Аменхотеп II се знае малко. Липсват сведения за военни действия след неговата 9-а година, освен едно вероятно потушаване на въстание в Нубия. Дългият период на мир, заедно с факта че води почти само отбранителни войни, опровергават виждането за Аменхотеп II като един много войнолюбив владетел – един образ наложен по-скоро от собствената му пропаганда, целяща да респектира външните и вътрешните врагове на империята.

## Култура и монументи
По времето на Аменхотеп II се забелязва проникване на азиатски (сирийски) и егейски влияния в египетското изкуство и култура, навлезли посредством търговските и дипломатически контакти с чуждите страни. Тази нова тенденция е очевидна главно в предмети и изображения свързани с частни лица, но засяга до известна степен и религиозното изкуство. Въпреки това, стилът на официалните царски монументи остава непроменен. В Египет е засвидетелствано почитане на азиатски божества като Астарта и други. Под влияние на сирийските соларни култове, постепенно започва да набира популярност Атон, дотогава второстепенно слънчево божество, което някъде около половин век по-късно фараонът-еретик Ехнатон ще се опита да наложи като централна фигура в египетската религиозна система.
В сравнение с другите владетели от династията, строителната дейност на Аменхотеп II изглежда значително по-скромна, особено ако бъде съпоставена с продължителността на управлението му. Той се ограничава предимно до разширяване на по-малки храмове в Египет и Нубия. След мащабното строителство на неговите предшественици в Карнак, Аменхотеп II издига там само една колона, ознаменуваща победите му над Митани. Той започва строежа на фестивален павилион в Карнак, свързан с честването на неговия празник хеб-сед (30-а годишнина от възкачването). Постройката остава недовършена и никога не е ползвана, тъй като той вероятно управлява по-малко от 30 години. Забележителна е употребата на множество соларни символи и елементи в декорацията на сградата, доста преди епохата Амарна.

## Погребение и мумия
Гробницата на Аменхотеп II е KV35, открита през 1898 г. в Долина на царете край Тива. Гробницата е голяма, с много добре запазени декорации и стенописи. Подобно на повечето египетски погребения, KV35 също е била ограбена през смутния период на последните Рамесиди. Мумията на Аменхотеп II и тази на Тутанкамон, са единствените две царски мумии открити в техните оригинални гробници. Заедно с неговата мумия там са открити още 17 царски погребения от XVIII, XIX и XX династия, където са били преместени от жреците по времето на 21-ва династия.
Неговата мумия е запазена в добро състояние. Според изследователите, фараонът е починал на около 45-годишна възраст, което подкрепя тезата че е управлявал около 26 години, предвид сведенията че заема трона през ранното му пълнолетие. Не са установени следи от заболяване или насилствена смърт. Съдейки по неговите останки, Аменхотеп II наистина е притежавал силно телосложение и висок за египетските стандарти ръст, изглежда наследени от майка му, тъй като баща му и по-ранните фараони са били забележимо по-ниски от него.